# Mts
mts је бренд Телекома Србије под којим ради на тржишту телекомуникација у Србији. Првобитно, mts је представљао услугу мобилне телефоније Телекома Србије, а од средине 2015. Телеком продаје све своје услуге под овим брендом. Највећи је телекомуникациони оператор по броју корисника у Србији.

## Услуге
- мобилна телефонија
- фиксна телефонија
- дигитална телевизија
- широкопојасни интернет

Услуге мобилне телефоније  пружа од 1998. године. 
3Г технологија и услуга ADSL интернета су уведени 2006, док је 2015. године је почело званично коришћење LTE (4G) технологија.  
Поред српског тржишта, преко зависних привредних друштава, компанија је као мобилни оператор присутна и у непосредном окружењу, у Босни и Херцеговини и Црној Гори. 
Мултимедијални сервиси (IPTV)  су у комерцијалној употреби од 2008. године.

## Подаци о мобилној мрежи
Телеком Србија, односно, mts је лиценцу за ГСМ систем у опсегу фреквенција од 900 MHz добила је 9. августа 1997, која је замењена новом лиценцом која обухвата и УМТС систем 1. августа 2006. године и тиме продужена на још 10 година..
За ЛТЕ (4Г) мрежу mts користи радио-фреквенцијске опсеге на 800 MHz и 1800 MHz. Поред тога, за 3Г мрежу користи опсеге на 900 MHz и 2100 MHz ,.
- Покривеност територије Србије ГСМ сигналом је 91,16%
- Покривеност становништва Србије ГСМ сигналом је 99,16%
- Покривеност територије Србије УМТС сигналом је 76,60%
- Покривеност становништва Србије УМТС сигналом је 96,59%
- Покривеност територије Србије 4Г сигналом је 78,99%
- Покривеност становништва Србије 4Г сигналом је 96,86%
- Број базних станица је 2.700.[6]
- Роминг је омогућен у 146 земаља, као и путем 1 мреже у међународном ваздушном простору, 3 поморске мреже и 1 сателитске мреже.

## Подаци о УМТС (3Г) мобилној мрежи
Од 27. децембра 2006. године поред ГСМ мреже у комерцијалној употреби је и УМТС мрежа (3Г - трећа генерација мобилне телефоније). УМТС технологија омогућава пренос података великим брзинама. У исто време уведене су и услуге праћења ТВ програма преко мобилног телефона, као и услуга видео позива.

## Остали подаци о мобилној мрежи
- идентификациони код (ИМСИ) мреже mts је 220-03
- позивни бројеви ГСМ мреже су 064 (међународни: +381 64), 065 (међународни +381 65) и 066 (међународни +381 66).
- У току 2011. године Телеком Србија је изградио нових 373 базних станица.[4] Укупан број активних локација са базним станицама мобилне телефоније  на крају 2019. године је био 2.700[7]
- Број локација са ГСМ технологијом - 2.113
- Број локација са УМТС технологијом - 2.626
- Број локација са 4Г технологијом - 2.584
- Број активних локација са базним станицама мобилне телефоније које су повезане оптичким системом преноса - 1.432
- Број Вај-фај локација  - 1.229[8]

## Тржишни показатељи
- Укупан број корисника мреже mts на крају 2013. године износио је 4.121.025.[4] Од тог броја 58,75% корисника на припејду и 41,25% на постпејду.[9][10][4]

Тржишно учешће мобилне телефоније на крају 2019. године:
- По броју корисника 44,3% и највеће је међу оператерима у Србији

- По укупно оствареном приходу од мобилне телефоније - 36,81%

- По укупном одлазном говорном саобраћају - 41,48%

- По укупном броју послатих кратких текстуалних порука  - 39,20%

- По укупном броју послатих мултимедијалних порука 34,36%

Тржишно учешће фиксне телефоније је 79,0%.
Почев од 2012. mts први пут, за разлику од преостала 2 оператера која то раде од раније, у годишњим извештајима у складу са правилима МТУ-а рачуна кориснике активни само у периоду 3 последња месеца од датума када се подноси извештај што објашњава пад у броју корисника већи од 1,27 милиона код овог оператера у 2012. у односу на 2011., а тржишно учешће 53,6%. Реалнији пад у броју корисника се огледа у тржишном учешћу ове мреже у расподели прихода које је на крају 2011. године било 38,84%, док је на крају 2012. године било 38,1%